# 林赛王国

林赛王国的大致疆域

林賽王國（英語：Kindom of Lindsey），又稱林紐斯（Linnuis），是盎格鲁-撒克逊英格兰的一个小王国，在7世纪併入諾森布里亞王國。Lindsey这个名字源自古英语地名，意为「林德岛」。在羅馬帝國統治時期建立的定居點，成為了現在林肯郡的林肯市（在古英语中被缩短为，再演變為）。

## 地理
林賽王國位于亨伯河口和沃什河口之间，由威瑟姆河和特伦特河以及它们之间的福斯堤构成其内陆边界。亨伯河以南，名為阿克斯霍姆島的沼泽地区也包含在内。据信林杜姆（Lindum，今林肯）是林赛王國的首府。地名的延續性顯示該地有著持續定居的傳統。比德回忆，在625年傳教士約克的保利努斯得到林杜姆的高級行政官接见。地名证据顯示，名为林迪斯法拉斯（Lindisfaras）的盎格鲁部族沿著亨伯河岸定居。
林赛的意思是「林德岛」，因為它被大片水域和濕地所環繞。林肯位于王国的西南部。在大约450年的盎格鲁-撒克逊人遷徙期间，林赛王國是其中較小的王國之一。它虽然有自己的國王系譜，但自早期就受到了許多外來勢力的影响。它有时实际上是德伊勒、诺森布里亞王國的一部分，在後期又屬於麦西亚王國。早在丹人定居者到来前，林赛王國就失去了独立性。

7世纪初英格蘭東部和南部。

## 历史
歷史學家認為林赛是盎格鲁-撒克逊人大规模定居的地区。然而該地仍有許多布利吞人存續的跡象。例如林肯和林赛本身都是延續凱爾特語的名稱，一些社区也可能持續使用布利吞語直到八世纪。
林賽王國在有歷史紀錄前便存在，但它首次被記入歷史時已經是一個附庸政體，在諾森布里亞王國與麥西亞王國之間易手。王國遭到附庸大約發生在西元500年，它的領土在後來成為英國的歷史郡林肯郡，其北部地區便稱作林賽。

### 林赛国王
麥西亞國王奧法在統治晚期編寫了《盎格魯王室系譜集》。當中提供了據信是林賽統治者的奧德弗里德（Aldfrið）家族譜系。將其先祖追溯至盎格魯-撒克遜神話的主神沃登及其後代（沃登經常也被奉為是其他盎格魯-撒克遜王朝的先祖）。奧德弗里德的系譜如下：
- Geot
- Godulf
- Finn
- Frioðulf
- Frealaf
- 沃登神
- Winta
- Cretta
- Cuelgils
- Caedbaed
- Bubba
- Beda
- Biscop
- Eanferð
- Eatta
- 奧德弗里德

尽管Biscop（古英语的「主教」）这个名字暗示其皈依基督教的时期，但无法定位这些人的統治時間。其次，在盎格鲁-撒克逊王国中的男性继承习俗意味着无法确定奧德弗里德的男性祖先中哪一些人实际上统治该王国。最後，無法確定在沃登與奧德弗里德之間哪一位開始才是史實人物。這篇系譜也是唯一的資料來源，也可能只有奧德弗里德才是真實人物。
關於奧德弗里德，在787年到796年之間某時的一份契約見證人名單中有紀錄「Ealfrid rex」（奧德弗里德國王）。但現代的史學家認為這個名字指的應該是「Ecgfrið Rex」，即奧法王的兒子埃格弗里思。他在787年被任命為麥西亞國王，比他實際繼承王位早了9年，因此在文件中被稱為國王（Rex）是合理的。有學者認為系譜中的「Biscop」源自「主教」的头衔，因此必然在保利努斯於西元628年抵達林賽傳教以後出現。也有學者嘗試比對《盎格魯王室系譜集》中其他已知史實人物的統治時間，例如德伊勒的埃德温（616—633年）、麦西亚的埃塞尔雷德（675—704年）和肯特的埃塞尔伯特二世（725—762年），但這麼廣的時間範圍對定位奧德弗里德的統治時間幾乎沒有幫助。